# Synagoga w Kleczewie
Synagoga w Kleczewie – zbudowana w 1855 roku na miejscu wcześniejszej bożnicy. Podczas II wojny światowej Niemcy zdewastowali synagogę. Po wojnie budynek synagogi przebudowano na kino. Istnienie synagogi upamiętnia tablica pamiątkowa znajdująca się na jednej z zewnętrznych ścian.